# Cantón de Asfeld
El cantón de Asfeld era una división administrativa francesa, que estaba situada en el departamento de Ardenas y la región de Champaña-Ardenas.

## Composición
El cantón estaba formado por dieciocho comunas:
- Aire
- Asfeld
- Avaux
- Balham
- Bergnicourt
- Blanzy-la-Salonnaise
- Brienne-sur-Aisne
- Gomont
- Houdilcourt
- L'Écaille
- Le Thour
- Poilcourt-Sydney
- Roizy
- Saint-Germainmont
- Saint-Remy-le-Petit
- Sault-Saint-Remy
- Vieux-lès-Asfeld
- Villers-devant-le-Thour

## Supresión del cantón de Asfeld
En aplicación del Decreto n.º 2014-203 de 21 de febrero de 2014, el cantón de Asfeld fue suprimido el 22 de marzo de 2015 y sus 18 comunas pasaron a formar parte del nuevo cantón de Château-Porcien.